# Caleb Bradham
Caleb Davis Bradham (Chinquapin, Condado de Duplin, 27 de maio de 1867 — New Bern, 19 de fevereiro de 1934) foi um inventor e farmacêutico norte-americano e criador do refrigerante Pepsi-Cola.

## Biografia
Graduou-se na Universidade da Carolina do Norte em Chapel Hill e frequentou a Universidade de Maryland de Medicina.
Em 1890, ele saiu da Universidade de Maryland de Medicina, devido aos negócios do seu pai terem ido à falência. Depois de regressar à Carolina do Norte, ele foi professor de escola pública durante um ano, e logo depois abriu uma drogaria em "New Bern" chamado de "Bradham Drug Company", que como muitas outras drogarias do tempo, também abrigava uma fonte de soda.
Esta drogaria localizava-se na esquina da rua do Middle e Rua Pollock, no centro de New Bern, e foi onde Bradham, em 28 de agosto de 1898, inventou uma mistura de extrato de noz de cola, baunilha e óleos raros — para o que era inicialmente conhecido como "Brad's Drink", mas que logo foi rebatizado de Pepsi-Cola. Bradham nomeou sua bebida após uma combinação dos termos pepsina e cola, pois ele acreditava que a bebida ajudava a digestão bem como a enzima pepsina faz, mesmo que ela não tenha sido usada como um ingrediente. Seu assistente James Henry King foi o primeiro a provar a nova bebida.
Em 24 de dezembro de 1902, a Pepsi-Cola Company foi incorporada na Carolina do Norte, com Bradham como presidente, e em 16 de junho de 1903 a Pepsi primeira marca Cola foi registada. Também em 1903, ele mudou a produção de sua Pepsi-Cola de sua drogaria para um prédio alugado próximo. Em 1905, Bradham começou a vender a Pepsi-Cola com seis garrafas de onça (até este tempo, ele vendera a Pepsi-Cola como um xarope apenas), e concedeu duas franquias de engarrafamento na Carolina do Norte.
Em 1 de Janeiro de 1901, casou-se com Sarah Charity em "New Bern". Em 1903, Bradham e Charity tiveram uma filha, Mary, seguida pelos filhos Caleb, Jr., em 1905, e George em 1907.
Bradham foi eleito intendente de São João (maçonaria) Lodge No. 3 em 1895; mais tarde foi eleito ou nomeado guardião júnior em 1898, diretor sênior em 1899, e Venerável Mestre em 1900, 1901, e novamente em 1927.
Além de dirigir sua drogaria, ele serviu como presidente do Banco Popular da New Bern, e foi presidente do Conselho de Comissários do Condado de Craven. 
Em um ponto, ele foi ainda sugerido como candidato a governador da Carolina do Norte. Ele também serviu como um oficial da reserva da Marinha durante 25 anos, ele foi nomeado tenente da Carolina do Norte Milícia Naval, foi promovido a comandante em 1904, e capitão em 1913. Aposentou-se como uma contra-almirante. Além disso, em 1914 ele foi nomeado pelo Secretário do Josephus Marinha Daniels à Naval Milícia General Câmara.
No auge do sucesso, Bradham havia autorizado a Pepsi-Cola franquias em mais 24 estados, no entanto, em 31 de maio de 1923, e sua Bradham Pepsi-Cola Company declarou falência. O principal fator para o fracasso de Bradham nos negócios foi o preço do açúcar imediatamente após a I Guerra Mundial, quando os preços subiram 28 centavos de dólar por libra (foi três centavos de dólar por libra pré-guerra), e Bradham tinha comprado uma grande quantidade de açúcar, em que preço, mas o preço do açúcar despencou logo depois que ele comprou. Os ativos de sua empresa foram vendidos ao Craven Holding Company por US$35.000. Depois de declarar falência, Bradham voltou a operar sua loja de droga.
Bradham morreu em 19 de fevereiro de 1934, depois de sucumbir a uma doença de longa duração. Seu funeral foi realizado na Primeira New Bern's Presbyterian Church, da quais Bradham era membro. Ele está enterrado no Cemitério Cedar Grove em New Bern. Os ritos maçônicos foram administrados em seu túmulo, e o caixão estava em sua loja maçônica.